# Pilot (Radsport)

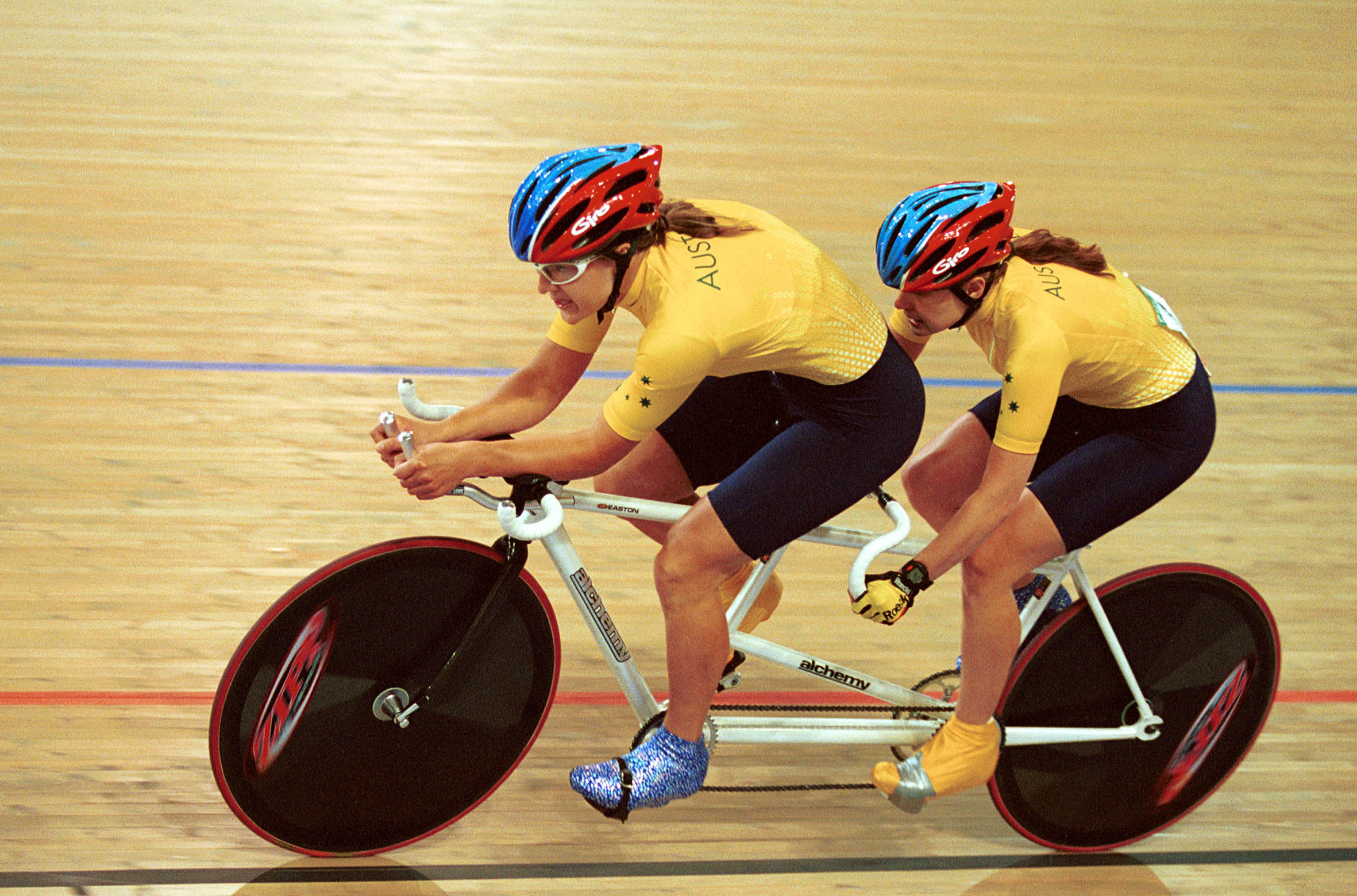
Die sehende Fahrerin Tania Modra führt die sehbehinderte Sarnya Parker bei den Sommer-Paralympics 2000.

Pilot bezeichnet im Radsport einen sehenden Fahrer, der beim Paracycling im Tandemrennen einen sehbehinderten Radsportler führt.
Radsport für behinderte Menschen entwickelte sich seit den 1980er Jahren; sehbehinderte Athleten und Athletinnen waren dabei Vorreiter.
Seit den Sommer-Paralympics 1984 gehört Radsport zum Programm der Spiele, zunächst für körperbehinderte Sportler, die auf speziellen Rennrädern oder Dreirädern Straßenrennen bestritten. Erst 1992 wurden Tandemrennen für sehbehinderte Sportler bei Paralympics auf der Straße ausgetragen; bis dahin hatten sehbehinderte Sportler noch eigene Wettbewerbe. Frank Höfle errang bei diesen Spielen hinter dem Piloten Hans-Jörg Furrer die erste Goldmedaille in dieser Disziplin, die auch noch bei einem Rennen mit gemischten Paaren ausgetragen wurde. 1996 gab es erstmals auch Rennen mit Tandems auf der Bahn. 
Bei den Rennen sitzt der sehende Pilot (englisch auch captain) auf dem Tandem vor dem sehbehinderten Sportler, dem Co-Piloten (englisch: stoker), und steuert das Rad. Um Chancengleichheit zu gewähren, sind Fahrerinnen oder Fahrer, die einem UCI-Team angehören, nicht als Piloten zugelassen oder dürfen erst zwölf Monate nach Ablauf ihres Vertrags als Piloten bei Wettbewerben aktiv werden. Die Piloten müssen über 18 Jahre alt sein und sollten von ihrem Verband im selben Jahr nicht für Wettbewerbe der Elite nominiert worden sein. Während eines Wettbewerbs darf der Pilot nicht gewechselt werden (Ausnahme: gesundheitliche Gründe), Fahrer und Pilot müssen dieselbe Nationalität besitzen.
Wichtiges Element bei Tandem-Paracycling ist die Kommunikation zwischen Pilot(in) und Fahrer(in).
Seit 2007 stehen die Paracycling-Wettbewerbe unter der Ägide des Weltradsportverbandes UCI, und es werden jährlich Weltmeisterschaften auf Bahn und Straße ausgerichtet. Seitdem ist es für ehemalige Elitefahrer zunehmend attraktiv, als Pilot bei Tandemrennen aktiv zu werden.
Abseits vom Leistungsradsport haben sich bundesweit „Weiße Speiche“-Vereine gebildet, die Tandemfahrten von sehenden und sehbehinderten Menschen organisieren.